# ソフトウェア著作権
ソフトウェア著作権（ソフトウェアちょさくけん）とは名前のとおりソフトウェアに関する著作権である。

## 米国・日本でのソフトウェア著作権の変遷
1970年代のアメリカ合衆国でコンピュータ・プログラムは著作権法で保護できるとの判例が起こり、1980年の米国の著作権法改正により立法化された。

## 日本
日本の著作権法では第10条の「著作物の例示」で「プログラムの著作物」として例示されている。ここで著作権法の第2条第10項第2号に「電子計算機を機能させて一の結果を得ることができるようにこれに対する指令を組み合わせたものとして表現したもの」（抜粋）と定義されている。なお、プログラム言語やそのコーディング規則自体は著作権保護されない（第10条第3項）。
ソフトウェアはその特殊な性格上、他の著作物と異なる取り扱いが随所で定められており、列挙する。
1. 職務著作物の認定において、他の著作物で定められている「法人等が自己の著作の名義の下に公表する」という条項が存在しない（第15条第2項）。
2. 「特定の電子計算機においては利用し得ないプログラムの著作物を当該電子計算機において利用し得るようにするため、又はプログラムの著作物を電子計算機においてより効果的に利用し得るようにするために必要な改変」に同一性保持権を主張できない（第20条第2項第3号）。具体的にはバグを修正することや、機能の向上が挙げられる[3]。
3. プログラムの著作物の複製物の所有者は、自ら当該著作物を電子計算機において利用するために必要と認められる限度において複製・翻案ができる（第47条の3）。これには、バックアップのための複製や高級言語で書かれたソースコードのコンパイル、記憶媒体を変更する際の複製、前に示したデバッグや機能向上などが挙げられる[4]。
4. プログラムの著作物は創作年月日の登録を受けることができる（第76条の2）。登録されたプログラムの著作物の創作年月日は、当該年月日と推定される（同条第2項）。これは、プログラムの中には表に出ないまま利用されるケースも少なくないことを鑑みて、制定されている[5]。なお、他の著作物に適用されている、「実名の登録」（第75条）、「第一発行年月日等の登録」（第76条）、「著作権の登録」（第77条）の3種の登録はプログラムの著作物でも受けることができる[5]。

こうした、特殊な運用は、通産省の要望で導入されたものである（後述）。

### 沿革
1982年12月6日の東京地方裁判所の判決は、プログラムに著作権を認めた初めての例である。このとき、法令にはプログラムを著作権で保護することを直接謳った条文は存在しなかった。そのために、判例では当該プログラムを、「言語の著作物」（小説などと同じカテゴライズ）の下で、保護を認めたのである。
1984年、通産省は「プログラム権」なる新しい権利を定めた法律を制定し、その中で限定的な権利を認めるのが適切と考えていたという考えを示した。この「プログラム権」は、通常の著作物の保護期間が死後あるいは公表後50年であるのに対し、保護期間を15年程度と著しく短くするものであり、従来の著作権法をプログラムにも適用させる決定を下したアメリカ合衆国から強い反対があった。また、当時の日米は貿易摩擦問題を抱えており、フランク・ローテンバーグは、国際コンピュータソフトウェア保護法案 (International Computer Software Protection Act)を上院に提出し、プログラムに著作権を認めようとしない日本の動きをけん制した。
他方、文部省および文化庁は従来型の著作権法を拡張する形で保護する考えを示していた。両者の対立で話し合いは難航したが、アメリカの圧力に押され、従来の著作権法を拡張する方向で固まった。「プログラムは著作物」という判例が1982年末に出ていたにもかかわらず、法制化が遅れたのには、こうしたやり取りがあったためであった。「プログラムの著作物」を著作権法に明記する改正は、1985年に行われた。